# Patronenlager

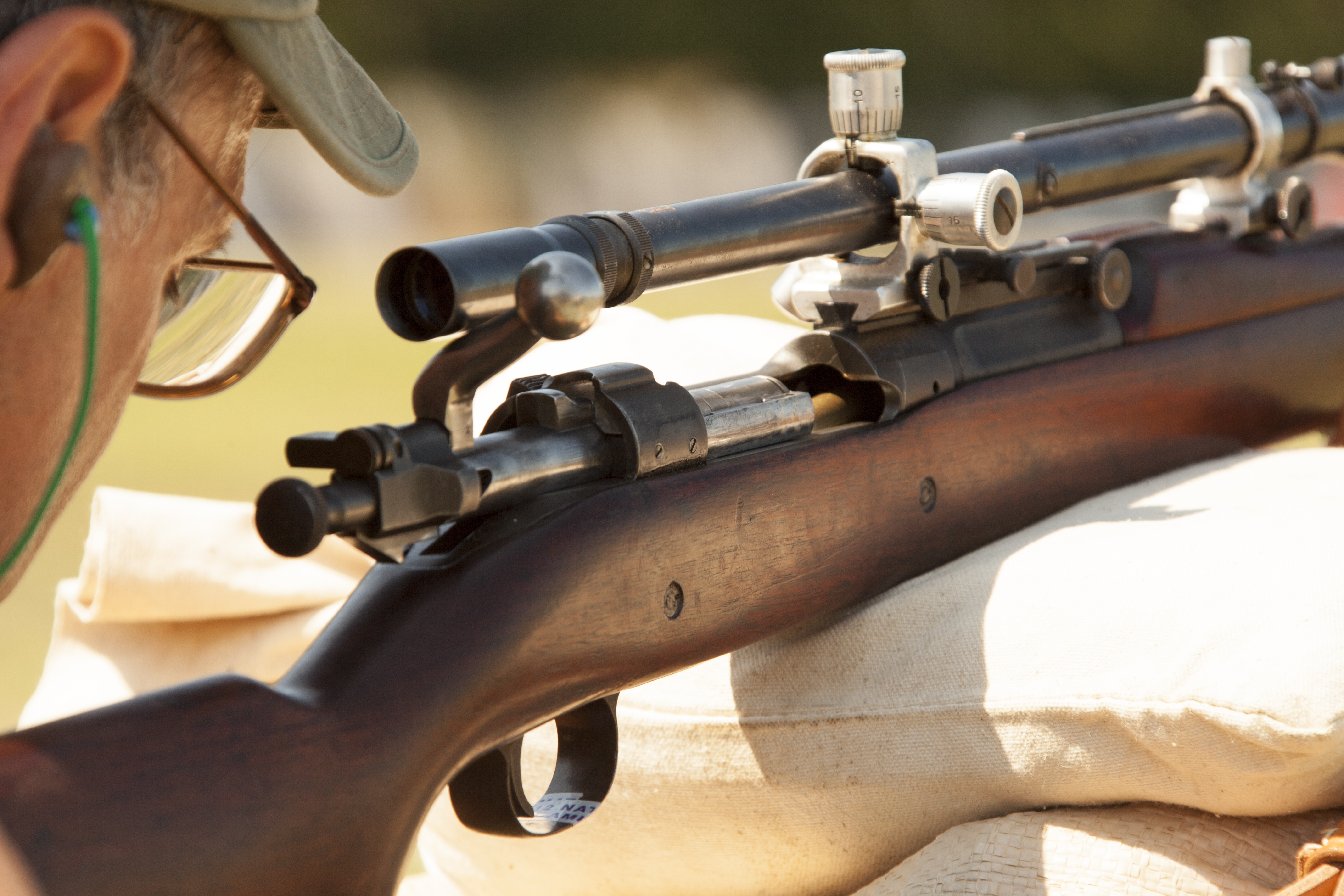
Zylinderverschluss schiebt eine Patrone in das Patronenlager einer Springfield M1903

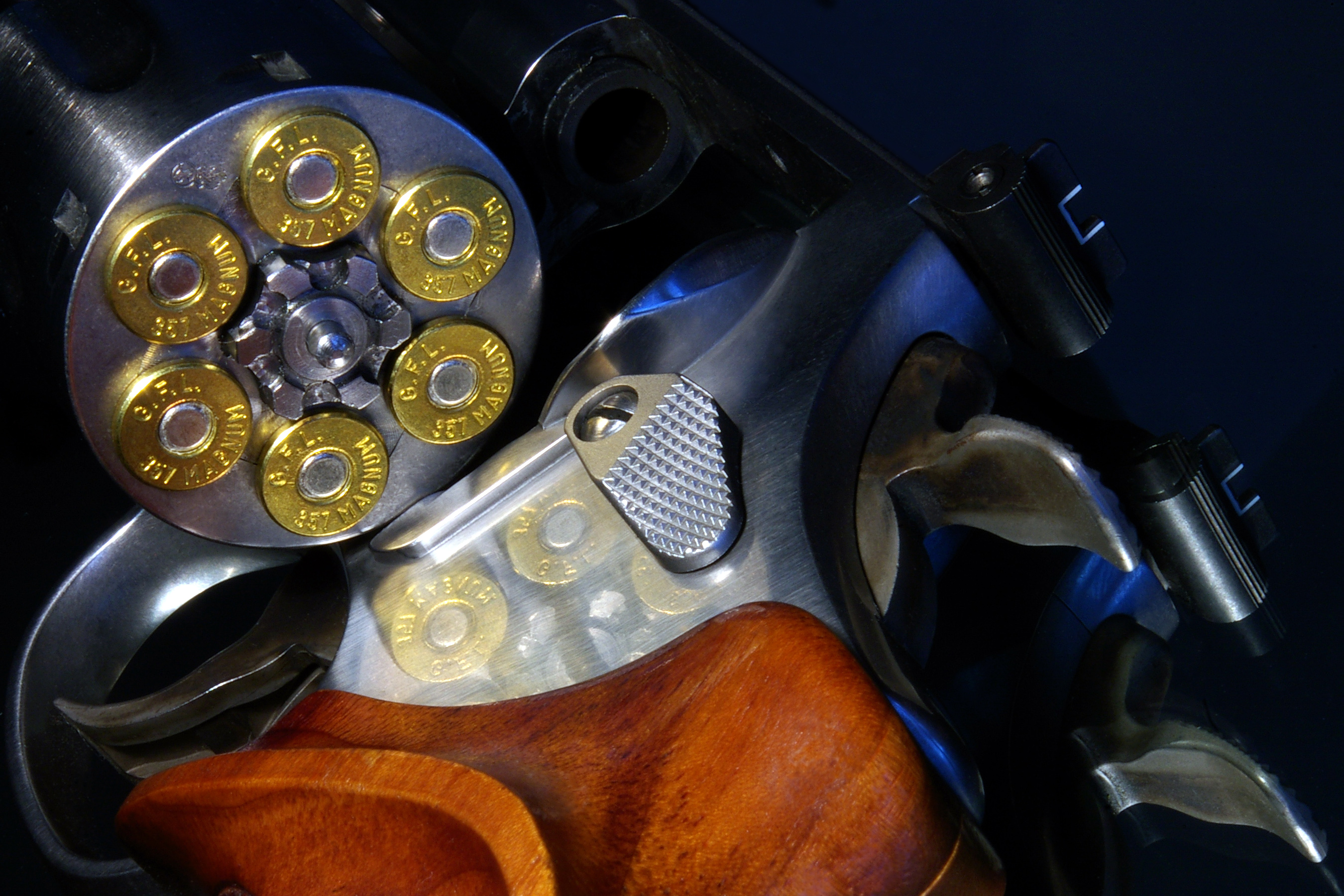
Trommel einer Smith & Wesson Model 686

Das Patronenlager – auch Patronenkammer genannt – liegt in der Regel im hintersten Abschnitt der Laufbohrung einer Schusswaffe. Das Patronenlager ist gemäß den Abmessungen der jeweiligen Munition ausgeformt. Nach hinten wird es durch den Verschluss abgeschlossen. Beim Revolver liegen die Patronenlager in der hinter dem Lauf drehbar angebrachten Trommel.

## Bauformen
Beim Aufbau des Patronenlagers wird zwischen dem Randanlieger für Patronen mit Rand, dem Schulteranlieger für Flaschenhalspatronen, dem Hülsenmundanlieger für randlose zylindrische Patronen und dem Gürtelanlieger für randlose nahezu zylindrische Langwaffen-Patronen unterschieden.
In modernen Hand- und Faustfeuerwaffen erfolgt die Abdichtung durch die Patronenhülse, da sich diese im Moment der Zündung der Treibladung durch die entstehende Druckzunahme für wenige Millisekunden aufbläht, sich an das Patronenlager anpresst und damit eine gasdichte Verbindung (Liderung) schafft. Nach dem Druckabfall zieht sich die Hülse wieder zusammen und soll ohne Kraftaufwand ausgezogen werden können.
Das Patronenlager darf nicht zu weit sein, da sonst Hülsenreißer auftreten können und die Hülse klemmen kann. Ist das Patronenlager zu eng oder zu kurz, so kann die Waffe nicht geladen werden. Dies zu vermeiden bedingt, dass der Aufbau des Patronenlagers innerhalb von engen Toleranzen mit der Form der Patronenhülse übereinstimmt. Bei der Fertigung des Patronenlagers muss deshalb auf höchste Maßhaltigkeit geachtet werden. Nachdem die zuerst angebrachte zylindrische Bohrung am Laufende  geräumt ist, muss sie mit einer Reibahle auf die später genutzte Patronensorte abgestimmt werden.

### Randanlieger

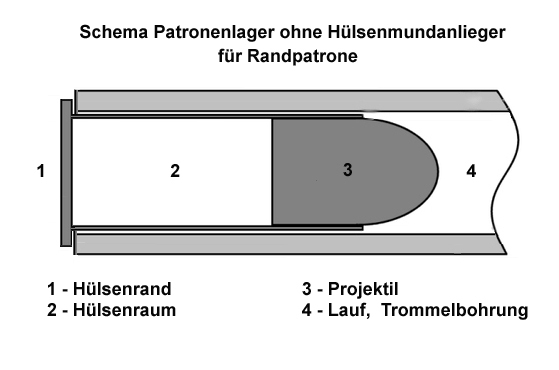
Schema Lauf Randpatrone

Nach Aufkommen der ersten mit Patronen geladenen Langwaffen waren die Patronenlager wie auch die Patronenhülsen meist zylindrisch. Die Patronenhülsen hatten einen Rand, der auf dem hinteren Ende des Laufes auflag oder bei der damals auch verwendeten Lefaucheux-Zündung einen herausragenden Stift, der die Hülse fixierte. Die Hülsen waren zylindrisch oder leicht konisch geformt. Das Patronenlager war meist etwas länger als die Hülse und endete mit oder ohne Übergangskonus vor den Zügen. So hat das Patronenlager des von der US-Armee bis 1893 eingesetzten Springfield 1873 Gewehres eine Länge von 54,6 mm, während die Hülse der .45-70 Patrone nur 51,5 mm hineinragt. Heute werden Randpatronen noch in Kleinkaliberwaffen mit Randzündung, Jagdwaffen und Revolvern verwendet.
Bei frühen Hinterladerwaffen, auf Hinterladung umgebauten Vorderladern und Revolvern hatte das Patronenlager meist keinen Übergangskonus vor den Zügen. Um den gasdichten Kontakt zwischen den Zügen und dem Geschoss zu verbessern wurden bei diesen Waffen meist Miniégeschosse mit einem Hohlboden verwendet. Dies bewirkte, dass sich die Geschosse durch  den Gasdruck auf das Zugmaß des Laufes ausdehnten was zur Verbesserung der Schussleistung der Waffe führte.

### Schulteranlieger

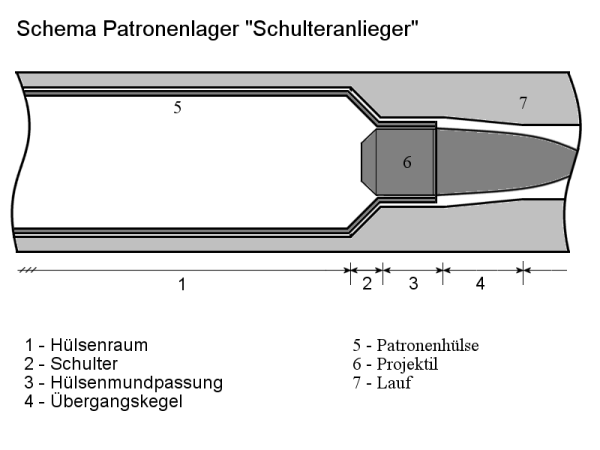
Schema Patronenlager Schulteranlieger

Um die Pulvermenge bei gleicher Patronenlänge zu vergrößern, wurden ab 1870  Patronenhülsen flaschenförmig hergestellt. Diese vorne verjüngten Patronen werden als Flaschenhalspatronen bezeichnet. Damit wurde es später auch möglich, randlose Hülsen zu verwenden, da sich die Patrone mit dem Verriegeln des Verschlusses mit ihrer Schulter gegen den konisch ausgeformten Teil des Patronenlagers (vergl. Bild 1.2) abstützt. Hierdurch wird die Patrone parallel zur Laufachse fixiert und zusätzlich zentriert.
Beim Patronenlager für Flaschenhalspatronen muss auf die korrekte Länge geachtet werden. Ist der Abstand des Verjüngungskonus zu kurz, so lässt sich der Verschluss nicht schließen, ist er zu lang, so kann die Hülse aufblähen oder reißen.
Ursprünglich als Gewehrpatrone entwickelt, wurden mit dem Beginn der modernen Kurzwaffenentwicklung um das Jahr 1890 Flaschenhalspatronen auch in entsprechend gefertigten Pistolen genutzt. Hugo Borchardt entwickelte für seine Selbstladepistole C93 eine Flaschenhalspatrone im Kaliber 7,65 x 25 mm. Ein weiteres klassisches Beispiel für die Nutzung der Flaschenhalspatrone ist die Pistole Mauser C96, die durch die Leistungsfähigkeit der Patrone im Kaliber 7,63 x 25 mm mit einem Anschlagschaft als leichter Karabiner genutzt werden konnte.
In der heutigen Zeit finden Flaschenhalspatronen bis auf wenige Ausnahmen nur noch in Langwaffen Verwendung. Handelsübliche Patronen für diese Patronenlagerart erzeugen üblicherweise Gasdrucke im Bereich um 4.000 bar, bei manchen Großwildjagdpatronen oder militärischen Patronen wie der .50 BMG kann der Gasdruck bis zu 5.000 bar betragen.

### Hülsenmundanlieger

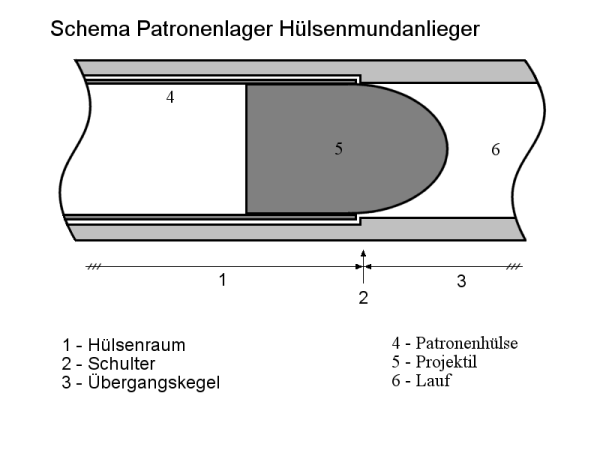
Schema Patronenlager Hülsenmundanlieger

Eine andere Art der Hülsenabstützung ist die des Hülsenmundanliegers. In diesem Fall ist das Patronenlager geringfügig übermaßig zylindrisch gegenüber dem Lauf gebohrt. Der so entstehende Absatz (vergl. Bild 2.2) bildet für den Rand der eingelegten Patrone das abstützende Widerlager. Auch hier bläht sich im Schuss das Hülsenmetall leicht auf und dichtet den Lauf zum Verschluss hin ab, auch wenn der Verschluss mitsamt Hülse bei unverriegelten Waffen schon etwas zurückläuft. Diese Bauform des Patronenlagers wird in der Regel bei Patronen mit zylindrischen Hülsen ohne Rand eingesetzt.

### Gürtelanlieger

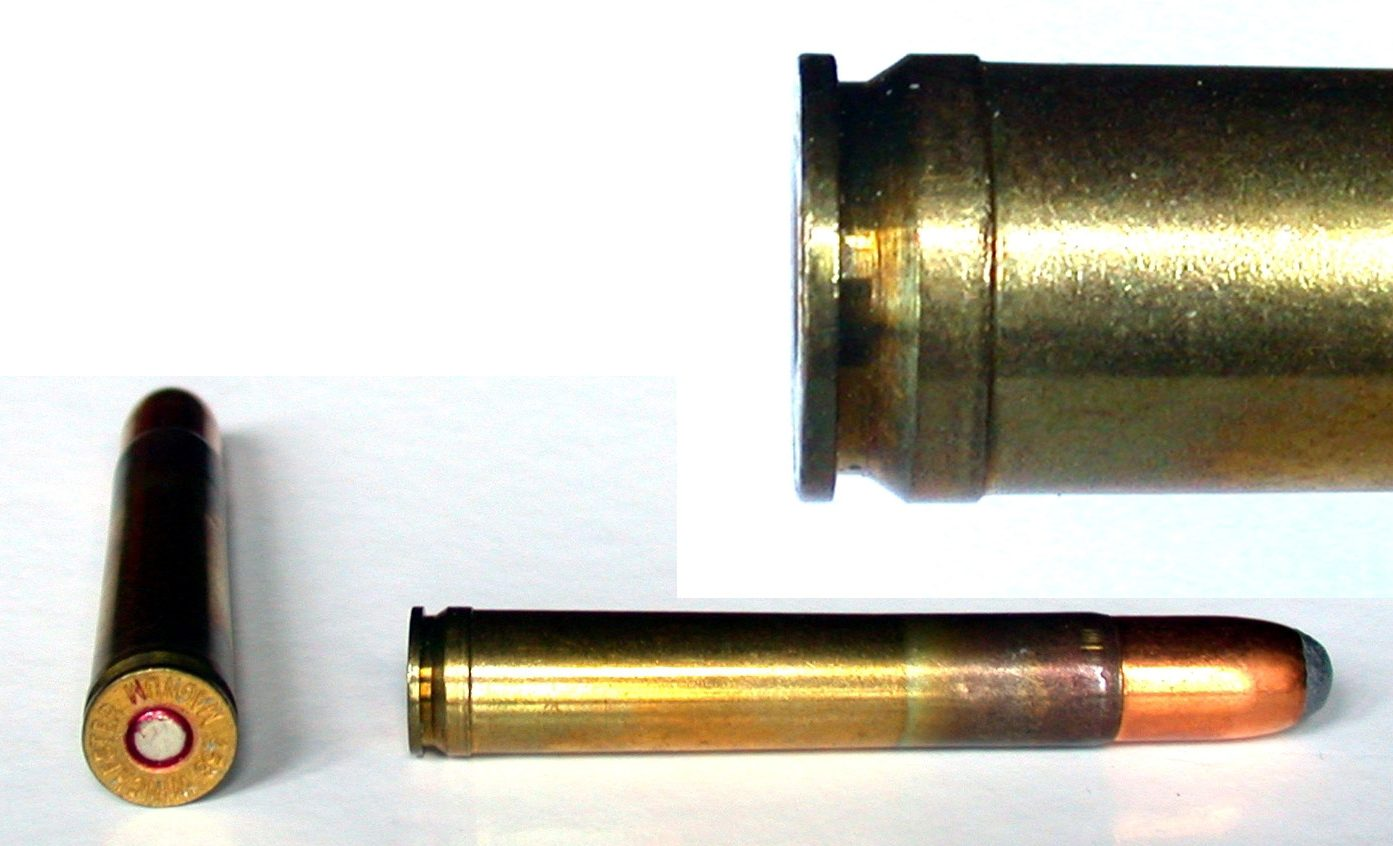
.458 Winchester Magnum

Als Gürtelanlieger bezeichnete Patronenlager dienen zur Aufnahme von Patronen, deren Hülse unmittelbar vor der Auszieherrille eine ringförmige Erweiterung hat. Die entsprechenden Patronenlager sind passend zu dieser Erweiterung größer gebohrt. Der Gürtel dient wie der Rand bei Randpatronen dazu, die Patrone zu positionieren, d. h. ein zu tiefes Eindringen ins Patronenlager zu vermeiden. Wegen seiner geringeren radialen Ausdehnung als ein Hülsenrand hat er den Vorteil, den Ladevorgang bei Waffen mit Kastenmagazin weniger zu stören.
Erstmals wurde das Prinzip vom britischen Jagdwaffenhersteller Holland & Holland für randlose Jagdpatronen wie die .375 Holland & Holland Magnum angewandt. Bei Gürtelpatronen sind die Anforderungen an die Fertigungstoleranzen für Munition und Patronenlager geringer als bei schulteranliegenden Flaschenhülsen.
Im militärischen Bereich wurden Gürtelanlieger-Patronenlager und entsprechende Patronen im Zweiten Weltkrieg bei den britischen Streitkräften in der Panzerbüchse Boys und bei den Achsenmächten in der Schweren Panzerbüchse Solothurn S 18-100 und S 18-1000 im Kaliber 20 mm angewendet.

## Patronenlager mit Druckausgleichsrillen

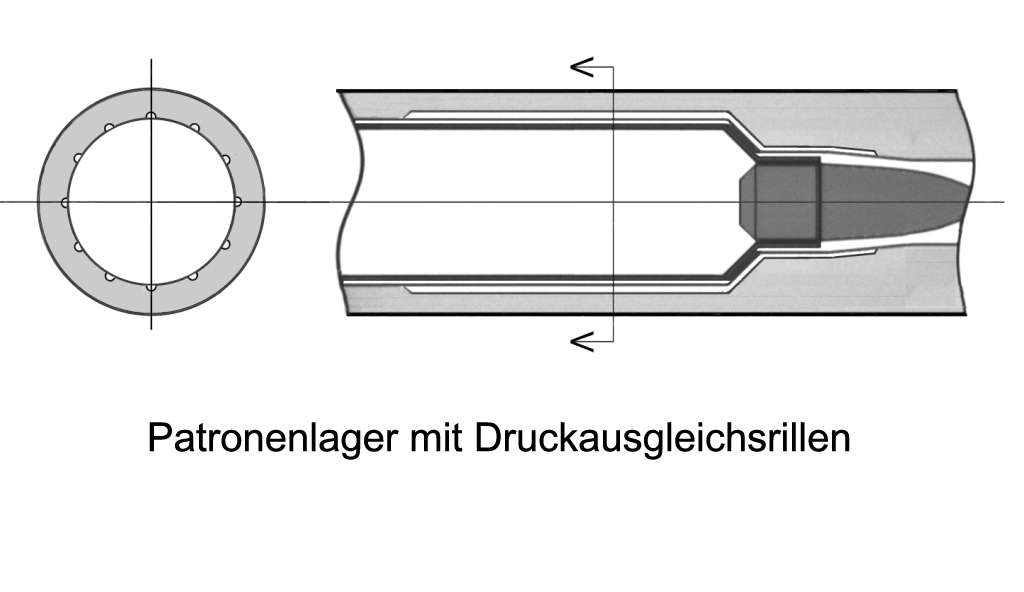
Schema Patronenlager mit Druckausgleichsrillen

Patronenlager ohne (oben) und mit Druckausgleichsrillen (unten)

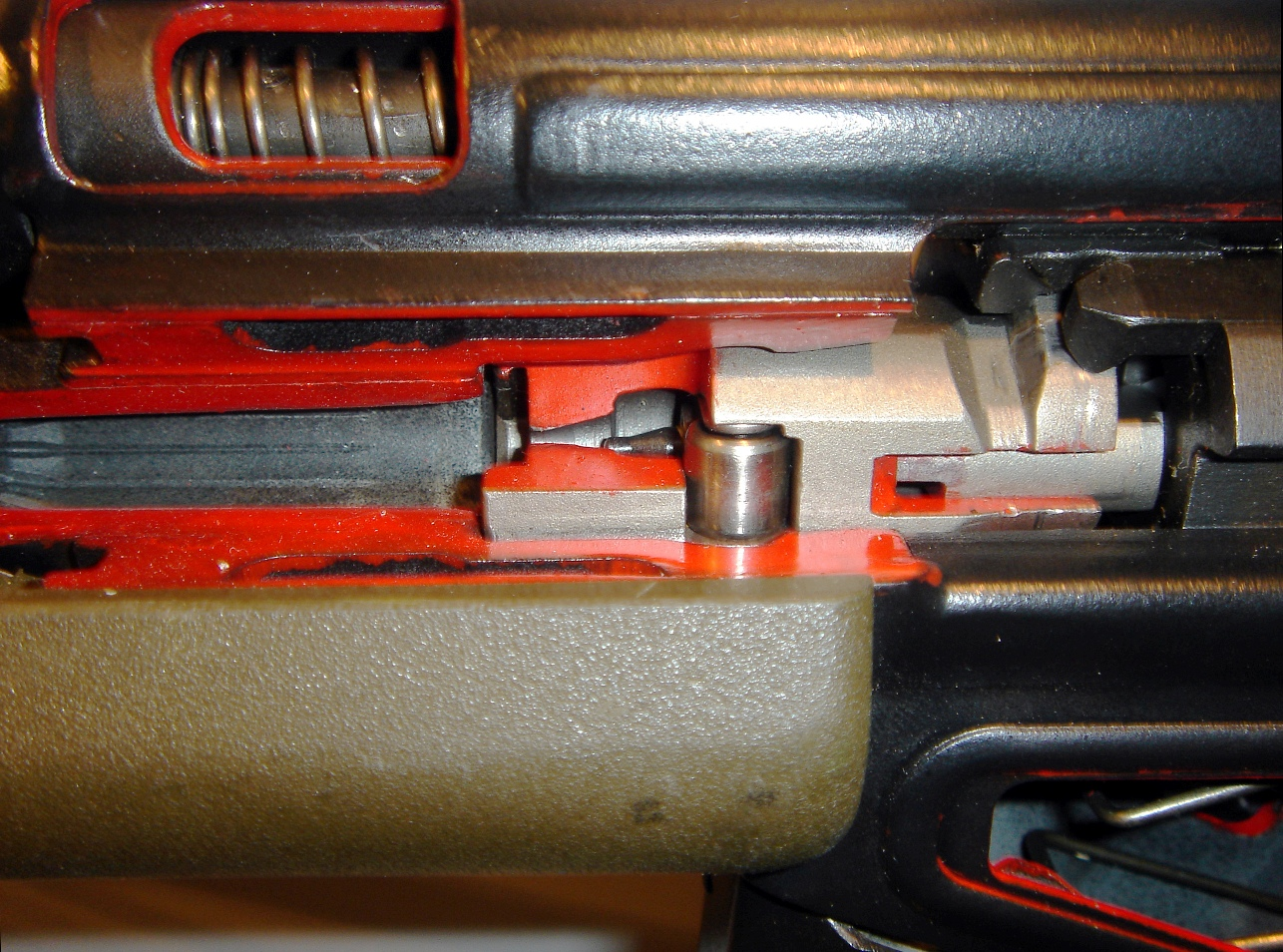
G3 mit Druckausgleichsrillen im Patronenlager

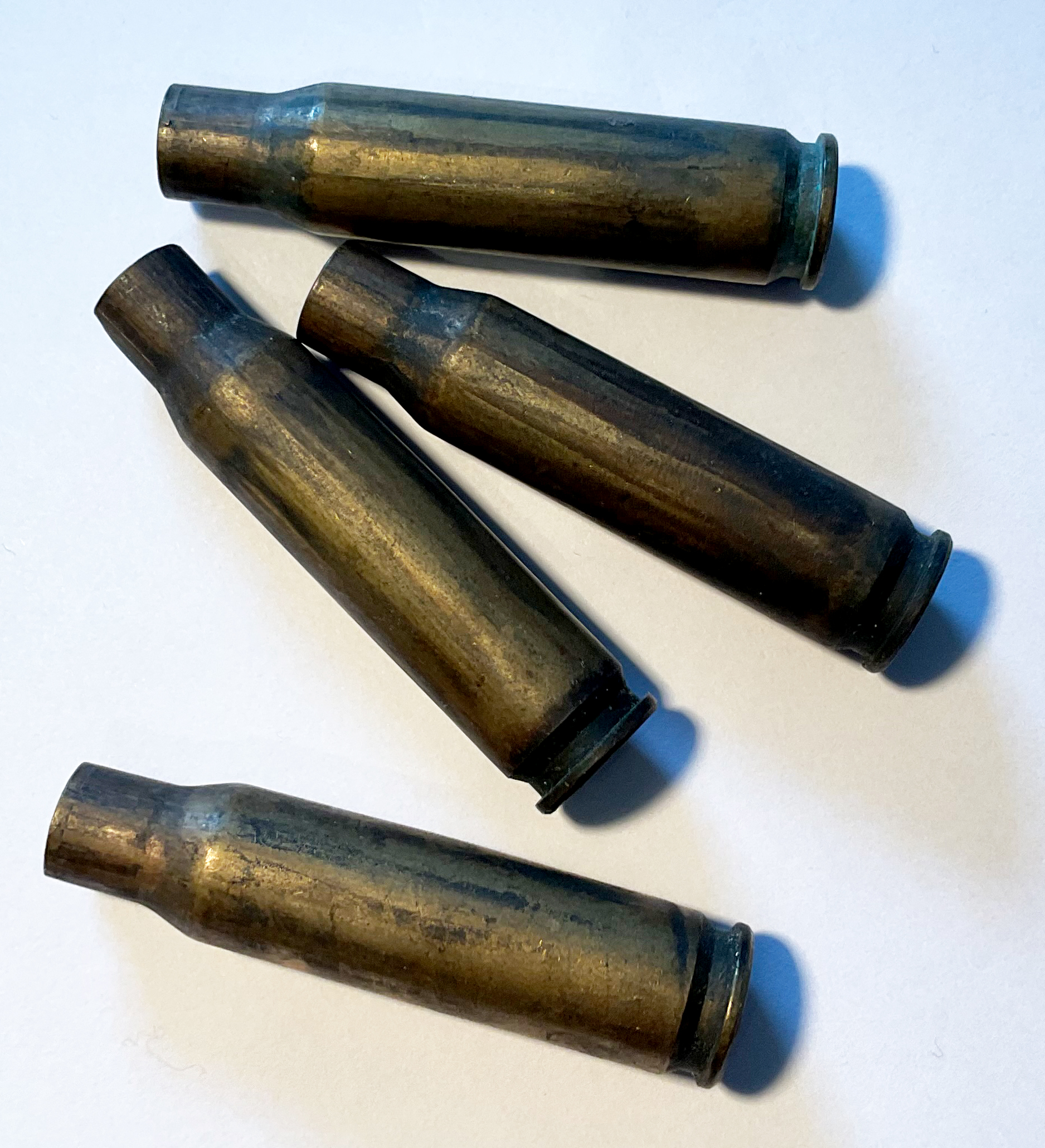
Abgefeuerte G3 Patronenhülsen mit den typischen Schmauchspuren durch die Druckausgleichsrillen

Bei Waffen mit verzögertem Masseverschluss beginnt der Rücklauf von Verschlusskopf und Hülsenboden infolge des Druckanstieges unmittelbar nach der Zündung. Durch den Gasdruck wird der sich vorne verjüngende Teil der Flaschenhalshülse an den Innenkonus des Patronenlagers gepresst und gleichzeitig dehnt sich der zylindrische Teil der Hülse aus und wird an die Innenwand des Patronenlagers gedrückt, daraus resultiert, dass die Hülse blockiert ist. Um ein Abreißen des nicht durch den Verschluss gestützten Patronenbodens und Hülsenreißer an anderen Stellen zu vermeiden, muss die Druckdifferenz zwischen dem Innern und dem Äußern der Hülse möglichst ausgeglichen werden. Zu diesem Zweck werden zwischen Lauf und Patronenlager Druckausgleichsrillen (Kannelierungen) eingefräst, die einen Druckausgleich bewirken. Die Hülse wird vorne „schwimmend“, dichtet das Patronenlager jedoch im hinteren Drittel noch genügend ab, die Funktion der Waffe ist gewährleistet.
Die Kannelierungen stellen zudem eine Funktionsreserve für den selbsttätigen Nachladevorgang sicher. Dabei sind aber auch die Sauberkeit des Laufes und das Hülsenmaterial maßgebend, zu weiches Hülsenmaterial kann sich verformen und sich möglicherweise in die Kannelierungen einpressen.